# Kóthay Gábor
Kóthay Gábor (Dorog, 1962. június 19. –) Aranyrajzszög és Munkácsy Mihály-díjas tervezőgrafikus, betűtervező.

## Életpályája
- 1980 • Tömörkény István Művészeti Szakközépiskola, Szeged – díszítőszobrász képesítés. Mesterei Kalmár Márton, Fritz Mihály, Szalay Ferenc és Magos Gyula.
- 1983–1987 • Magyar Képzőművészeti Egyetem, Budapest – képgrafika szak. Mesterei Nagy Gábor, Raszler Károly és Kocsis Imre. Az utolsó évben fakultatív tervezőgrafikai ismereteket tanul, majd a diplomát követően egy évet tölt a mesterképzőn.
- 2001 • óta tanít egykori iskolájában a 12. és 13. évfolyamon grafikusokat.

## Kiállításai

### Egyéni
- 1996 • Bartók Béla Művelődési Központ, B Galéria, Szeged
- 2010 • Szegedi Tudományegyetem József Attila Tanulmányi és Információs Központ – Egyetemi Tavasz, Szeged

### Csoportos (válogatott)
- 2002 • Élőfejek csoport – Trakta, Vigadó Galéria, Budapest
- 2002 óta folyamatosan, Dáblin, Szombathely
- 2004 • Meermanno Museum – Bookmark (Csatai Péterrel és Szegi Amondóval), Den Haag (NL)
- 2007 • Tiposzalon és Magyar Betű Társaság – Kassák 120, Kassák Múzeum, Budapest
- 2007 • MATT – A Helvetica Magyarországon, Design Terminal, Budapest
- 2008 • Design Terminal – Versenyben: a magyar design a világpiacon, Budapest
- 2008 • MOME és a Schule für Gestaltung Ravensburg – Curious: határkeresések, határátlépések, Budapest
- 2010 • Klingspor Museum – Type in good shape, Offenbach (D)
- 2010 • BITS MMX (Bangkok International Typographic Symposium) – Type doesn’t grow on trees, Alliance Française, Bangkok (TH)

## Betűivel szerepel
- 2005 óta Twilight könyvsorozat logója (USA, HU) – Zephyr
- 2005 • Punctum Magazin [Terv vizuális munkacsoport - Herbszt László, Kánvási Krisztián, Roth Péter]
- 2005 • Item Magazine (UK)
- 2005 • Typo Magazin (CZ) [Filip Blažek, Pavel Zelenka]
- 2005 • Creative Review (UK) [Gavin Lucas] – Plexo
- 2005 • Le Monde Diplomatique (magyar kiadás) [Seres Tamás] – Tyrnavia
- 2007 • Simon Loxley: Titkok és történetek a betűk mögötti világból (magyar kiadás) [Somogyi Krisztina, Czakó Zsolt]
- 2008 • G4 magazin (PL, CZ, SK, HU) [Plusminus] – Minerva Modern
- 2008 • Expo Zaragoza – Magyar pavilon arculata [Job Művészeti Stúdió] – FM Aqua, FM Éva
- 2008 • The New York Times Magazine (USA) [Go For It Design - Nancy Harris Rouemy] – Incognito, Zanzibar
- 2010 • A művészettől az életig – Magyarok a Bauhausban, Pécs [Czakó Zsolt] – Dessau
- 2010 • Brush’n’Script (D) [Verlag Hermann Schmitt, Mainz] – Zanzibar
- 2010 • Tipoirka [Nádai Ferenc] – Feniks

## Díjai, elismerései
- 2011 • Aranyrajzszög Díj
- 2012 • Munkácsy Mihály-díj

## Szakmai tapasztalata

### Designerként
(Job Művészeti Stúdió – alapító, tervezőgrafikus)
- Hungaria országarculat (Mac-Line Kft. és ITD–H)
- Expo Zaragoza 2008, magyar pavilonarculat (GKM)
- Szegedi Tudományegyetem arculat
- Magellan, Median, United és BikePositive márka arculatok (Cseke Rt)
- DÉMÁSZ Rt. márka- és cégarculat, Est.tv (műsor újság és magazin) arculat

### Betűtervezőként
(Fontana és Fontmunkások Betűmetsző Műhelyek – alapító, betűtervező)
- 47 elkészült betűtípus/-család

## Szakmai tagsága
- Magyar Betű Társaság – alapító tag
- Magyar Tervezőgrafikusok és Tipográfusok Társasága

## Művésztelepek, szimpóziumok
- 1989 és 1990 • Makói Grafikai Művésztelep
- 2004 • ATypI, Prague

## Külső hivatkozások
- Kóthay Gábor az Artportalon[halott link]
- Kóthay Gábor a MyFonts-on